# Julián de Arriaga y Ribera
Fray Julián Manuel de Arriaga y Ribera (Segovia, 19 de diciembre de 1700-El Pardo, 28 de enero de 1776) fue un marino, militar y hombre de estado español, bailío de la Orden de Malta, gobernador interino de la provincia de Venezuela, presidente de la Casa de la Contratación de Indias, Secretario de Estado de Marina e Indias y consejero de Estado.

## Biografía

### Primeros años
Fue el cuarto de los diez hijos de Diego Luis de Arriaga San Martín y María Rivera y Duque de Estrada, ambos pertenecientes a la hidalguía castellana. Nació circunstancialmente en Segovia, donde su abuelo paterno era corregidor.
En 1717 ingresó en la orden de San Juan de Jerusalén en Malta, donde tras un año de noviciado profesó los votos de obediencia, pobreza y castidad; en la orden llegaría a ser bailío, gran cruz y comendador de León, Mayorga y Fuentelapeña. Comenzó su carrera militar tomando parte en las campañas navales que las galeras de la orden llevaban a cabo en el Mediterráneo contra los piratas berberiscos.

### Vida militar
Gracias a la experiencia adquirida en estas lides, en 1728 ingresó en el Armada Real con el grado de alférez de fragata, convoyando a la flota de Indias, primero bajo el mando de Esteban de Marí y posteriormente del de Rodrigo de Torres, con quien en 1733 naufragó en las Bahamas. Recomendado por éste y por el virrey Juan de Acuña al secretario de Marina José Patiño, en 1734, ya como teniente de navío, se le encomendó una flota de 14 embarcaciones con las que debería cubrir el transporte militar a Italia, donde por aquellas fechas se libraba la campaña de Nápoles contra Austria, enmarcada en el contexto de la guerra de sucesión polaca. Fue en este destino donde trabó relación de amistad con Zenón de Somodevilla, intendente general de la Marina en Italia, bajo cuya protección fue ascendiendo posteriormente cuando éste fuera nombrado marqués de la Ensenada y ministro de Fernando VI.
La guerra del Asiento, comenzada en 1739, supuso su movilización al Caribe, donde con el grado de capitán sirvió bajo el mando de Rodrigo de Torres hasta 1744; este año, con la guerra de sucesión austriaca ya desatada, fue destinado a Ferrol, y en 1748 nuevamente al Mediterráneo.
En 1749 fue ascendido a jefe de escuadra y enviado a la provincia de Venezuela en calidad de gobernador y capitán general interino al frente de un cuerpo de tropa de 1.500 hombres, con la misión de sofocar la sublevación que los criollos liderados por Juan Francisco de León dirigieron contra las prácticas monopolísticas de la Real Compañía Guipuzcoana de Caracas, lo que llevó a cabo satisfactoria e incruentamente.

### Carrera administrativa

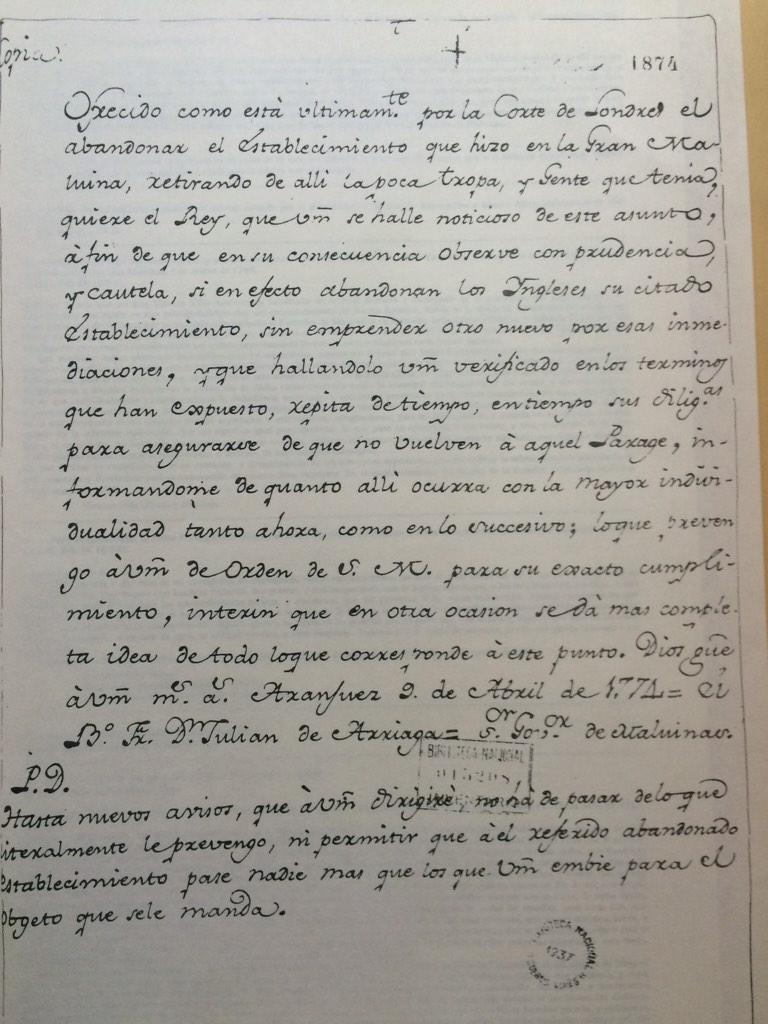
Carta de Julián de Arriaga pidiendo al gobierno español de las islas Malvinas asegurar el no retorno de los británicos a las islas (2 de abril de 1771).

Su regreso a España en 1751 sería su última experiencia en el mar. A su llegada fue nombrado gentilhombre de cámara de Fernando VI y presidente de la Casa de la Contratación de Indias, cargo que llevaba aparejada la intendencia general de la marina en Cádiz. 
En 1754 se produjo la caída de su benefactor Ensenada: el embajador británico Benjamin Keene, el duque de Huéscar Fernando de Silva y Álvarez de Toledo y el secretario de Estado Ricardo Wall intrigaron para conseguir su condena por alta traición y su destierro a Granada; Arriaga, a pesar de que le debía gran parte de sus ascensos, no dudó en alinearse con los intrigantes, recibiendo a cambio la Secretaría de Marina que Ensenada había mantenido hasta entonces; un mes después ocupó también la de Indias, que Wall se había reservado inicialmente para sí mismo. Al año siguiente fue ascendido a teniente general. Confirmado en su cargo por Carlos III, en 1771 fue nombrado miembro del Consejo de Estado. 
A su muerte, ocurrida en Madrid a los 75 años, la secretaría de Marina fue ocupada por Pedro González de Castejón, y la de Indias por José de Gálvez. Al no tener descendencia, dado su voto de castidad, sus bienes pasaron a la Orden de Malta.

«Seco de carácter, no sabía granjearse amigos; incorruptible en los procederes, no había desmerecido el favor del Monarca; anciano venerable y santurrón sincero, aplicábase lo que podía a los negocios, a tal de ir por caminos trillados siempre, y según pública fama, bajo la inspiración de los jesuitas, entre quienes se le veía a menudo.»

| Predecesor: Luis Francisco de Castellanos | Gobernador de la Provincia de Venezuela diciembre de 1749 - junio de 1751           | Sucesor: Felipe Ricardos            |
| Predecesor: Francisco de Varas y Valdés   | Presidente de la Casa de la Contratación de Indias agosto de 1752 - octubre de 1754 | Sucesor: Esteban José de Abaría     |
| Predecesor: Zenón de Somodevilla          | Secretario de Estado de Marina julio de 1754 - enero de 1776                        | Sucesor: Pedro González de Castejón |
| Predecesor: Ricardo Wall                  | Secretario de Estado de Indias agosto de 1754 - enero de 1776                       | Sucesor: José de Gálvez y Gallardo  |